# Drive-through

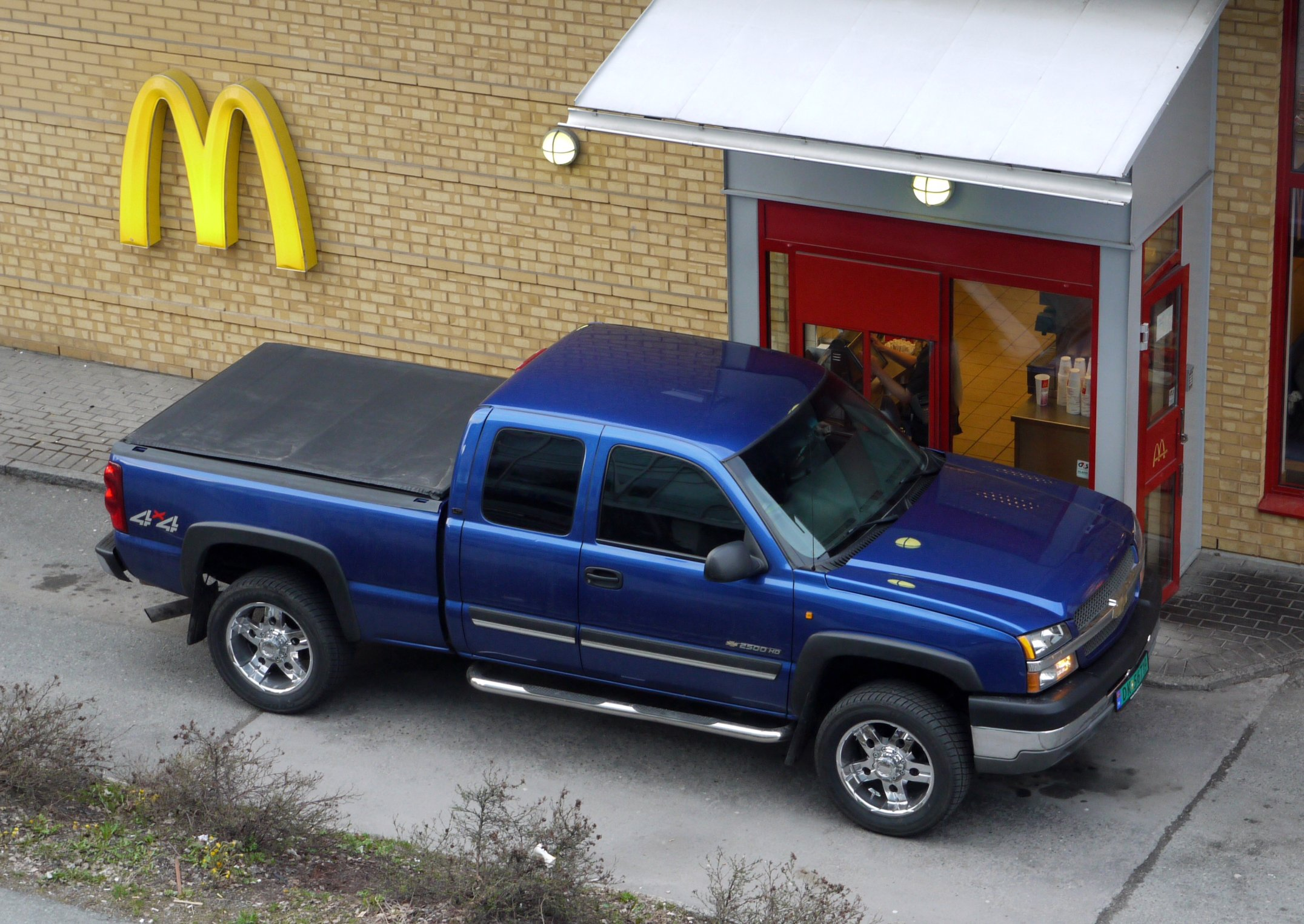
Drive-through.

Drive-through eller drive-thru är en engelsk term för en avhämtningsservice på restaurang eller annan inrättning, där föraren av ett fordon inte behöver lämna fordonet. På restauranger läggs ofta beställningen via ett mikrofon- och högtalarsystem i drive-through-kön, men det kan även finnas alternativ som förbeställning via app. Till skillnad från vid drive-in, förväntas kunden lämna inrättningen så snart varan har erhållits i stället för att konsumera den på plats.
Direktöversatt betyder drive-through "köra igenom". Ordet drive-through förekommer inte i Svenska Akademiens ordböcker (2024) men används framför allt vid snabbmatsrestauranger i Sverige. Drive-through kallas på McDonald's för McDrive och på Burger King för drive-thru.